# Правило Гамильтона
Правило Гамильтона — правило семейного отбора, согласно которому гены, которые при определённых условиях уменьшают шансы особей на размножение, могут распространиться в популяции, когда величина вклада в размножение других особей больше, нежели цена помощи. В таком случае эта особь производит, таким образом, больше копий своих генов, чем за счёт траты всех ресурсов на собственное размножение.
Правило было сформулировано британским биологом У. Гамильтоном в 1963 г.
«Правило Гамильтона» логически вытекает из элементарных базовых фактов популяционной генетики.